# 天與地 (小說)
天與地是海音寺潮五郎所作的歷史小說，在1968年於朝日新聞社出版。
本作主要描述上杉謙信的一生，以及川中島之戰前後的故事，這也是海音寺的代表作。
1969年時被編成大河劇播出，後來在1990年時被角川映畫改拍為電影版。
2008年1月，朝日電視台計畫翻拍成新春特別劇，由松岡昌宏主演。

## 内容
長尾景虎從小被父親疏遠，先是送做養子，後來又進入寺廟。但後來發現繼承父親的哥哥並沒有統御力，於是敗其兄，被統一。
與成年以後的事比起來，書裡對他小時候的敘述描寫得比較多。
書中只寫到川中島之戰為止，之後發生的事情全部只在後記提到，後記收錄的事件包括：
- 宇佐美定行與長尾政景在野尻湖私鬥，其後上杉謙信收長尾政景長尾顯景為養子
- nobu買了柿崎景家所養的馬，柿崎景家隱匿不報被上杉謙信視為私通織田處死